# HD 135760
HD 135760 — двойная звезда в созвездии Волка на расстоянии приблизительно 256 световых лет (около 78,5 парсек) от Солнца. Видимая звёздная величина звезды — +7,03m. Возраст звезды определён как около 5,32 млрд лет.
Вокруг звезды обращается, как минимум, одна планета.

## Характеристики
Первый компонент — оранжевый гигант спектрального класса K1IIICNII, или K1III, или K0. Масса — около 1,21 солнечной, радиус — около 4,622 солнечных, светимость — около 10,218 солнечных. Эффективная температура — около 4800 K.
Второй компонент — коричневый карлик. Масса — около 14,3 юпитерианских. Удалён на 1,763 а.е..

## Планетная система
В 2016 году группой астрономов у звезды обнаружена планета HD 135760 b.